# Trebižat
Trebižat je řeka v Bosně a Hercegovině, dlouhá 51 km. Protéká jižní částí země, regionem Hercegoviny. Její tok směruje jihovýchodním směrem, v podstatě paralelně s nedalekou hranicí s Chorvatskem.

## Průběh toku
Řeka pramení v horách mezi městy Posušje a Međugorje. Horní tok prochází krasovou oblastí, řeka zde opakovaně mizí v podzemí. Proto během svého toku vystřídá devět různých názvů: Culuša, Ričina, Brina, Suvaja, Matica, Vrlika, Tihaljina, Mlade a na dolních třiceti kilometrech je známá pod názvem Trebižat. Část jejího středního toku je regulována a byla narovnána. Blíže ke svému ústí řeka mírně meandruje.
Protéká městem Ljubuški, jejími přítoky jsou Studenčica, Vrioštica, Parilo a Brza Voda. Na řece se nacházejí vodopády Koćuša a vodopády Kravica, vysoké 27 m. Přes údolí řeky vede most na dálnici A1. V blízkosti města Čapljina se Trebižat vlévá do Neretvy jako její nejdelší přítok.

## Voda
Díky čisté vodě, okolní horské krajině a možnostem raftingu je Trebižat vyhledávaným turistickým cílem. Řeka slouží také k rybolovu (úhoř říční), výrobě elektrické energie a zavlažování okolních polí. Není využívána pro průmyslové účely. Přestože je Trebižat částečně ponornou řekou a jednotlivé rybí populace nemohou migrovat po celém toku, je řeka na ryby poměrně bohatá.
V letních měsících se průtok vody v souvislosti s vyššími teplotami a nižšími srážkami podstatně snižuje. Vzhledem k intenzivnímu využívání vodního toku pro potřeby zemědělství vyniká znečištění způsobené hospodářskými zvířaty.